# Sejšeli
Sejšeli su otočna država u zapadnom Indijskom oceanu, udaljena oko 1.600 km od obale Afrike, sjeveroistočno od Madagaskara. Okružuju ih sljedeće otočne države i teritoriji: Mauricijus i Reunion na jugu, Komori na jugozapadu i Maldivi na sjeveroistoku.

## Povijest
Arapski trgovci su bili prvi koji su ugledali tada nenaseljene Sejšele, a prvi Europljani koji su stupili na ove otoke su bili Portugalci 1505. godine.
Francuzi su preuzeli kontrolu nad otocima 1756. godine i nazvali ih Sejšeli po tadašnjem francuskom ministru financija Jean Moreau de Sechellesu.
Britanci su preuzeli kontrolu nad otocima 1814. godine. Od 1976. godine Sejšeli su nezavisna država i članica Commonwealtha i Frankofonije.

## Politika
Predsjednik Sejšela se nalazi i na čelu države i na čelu vlade. Bira se svakih pet godina. Bivši predsjednik France-Albert René, je demokratski izabran nakon državnih reforma 1992. godine, iako je bio na vlasti od državnog udara 1977. godine. France-Albert René je odstupio 2004. godine, kako bi njegov potpredsjednik James Michel došao na njegovo mjesto.
Državni parlament Sejšela Assemblée Nationale se sastoji od 34 zastupnika od kojih se 25 bira direktno na izborima, a ostalih devet po postotku kojeg je dobila određena stranka.
Sejšeli su član COI-a.

## Okruzi
Sejšeli su podjeljeni u 23 administracijska područja:
- Anse aux Pins
- Anse Boileau
- Anse Étoile
- Anse Louis
- Anse Royale
- Baie Lazare
- Baie Sainte Anne
- Beau Vallon
- Bel Air
- Bel Ombre
- Cascade
- Glacis
- Grand' Anse (na otoku Mahé)
- Grand' Anse (na otoku Praslin)
- La Digue
- La Rivière Anglaise
- Mont Buxton
- Mont Fleuri
- Plaisance
- Pointe La Rue
- Port Glaud
- Saint Louis
- Takamaka

## Zemljopis
Sejšeli se sastoje od 115 otoka u Indijskom oceanu, od kojih su 33 naseljena. Otoci koji čine srce arhipelaga (Mahé, Praslin, La Digue) su zapravo mikrokontinenti. Nisu ni koraljnog ni vulkanskog porijekla, nego se sastoje od granita. Ostali otoci su većinom koraljnog porijekla. Glavni grad Victoria se nalazi na otoku Mahé na kojem živi 80% stanovništva Sejšela. Na istom otoku se nalazi i najviši vrh Sejšela, Morne Seychellois visok 905 metara.

## Gospodarstvo
Od stjecanja nezavisnosti 1976. godine, BDP Sejšela se povećao gotovo sedam puta. Ovaj rast se ostvario najviše zahvaljujuću turizmu, koji zapošljava gotovo 30% stanovništva i čini 70% dohotka zemlje. Druga važna gospodarska grana je ribarstvo. Proteklih godina, vlada ohrabruje strane investitore da ulažu u izgrađivanje hotela i drugih usluga.
Također je na snazi i program smanjivanja ovisnosti o turzmu promicanjem ostalih grana gospodarstva, kao što je poljoprivreda i ribarstvo.
Važno je spomenuti i to da su Sejšeli jedna od najzaduženijih zemalja na svijetu, čiji ukupni vanjski dug čini 122.8% BDP-a.

## Stanovništvo
Budući da ne postoje domoroci na Sejšelima, lokalno stanovništvo se sastoji od useljenika. Većinom su to Francuzi, Afrikanci, Indijci i Kinezi. Francuski i engleski su službeni jezici u državi zajedno sa Sejšelskim kreolskim, koji je nastao iz francuskog jezika.
Većina stanovništva su kršćani, od kojih je najveći broj katoličke vjeroispovjesti.

## Vanjske poveznice
|  | Zajednički poslužitelj ima stranicu o temi Sesel / Seychelles |
|  | Zajednički poslužitelj ima još gradiva o temi Seychelles      |

- Missions Atlas Project Area of the World Country  Arhivirana inačica izvorne stranice od 26. prosinca 2010. (Wayback Machine)
- Virtual Seychelles službeni portal Sejšela  Arhivirana inačica izvorne stranice od 7. studenoga 2008. (Wayback Machine)
- Seychellois galerija slika
- Stanovništvo Sejšela